# Giling Basah

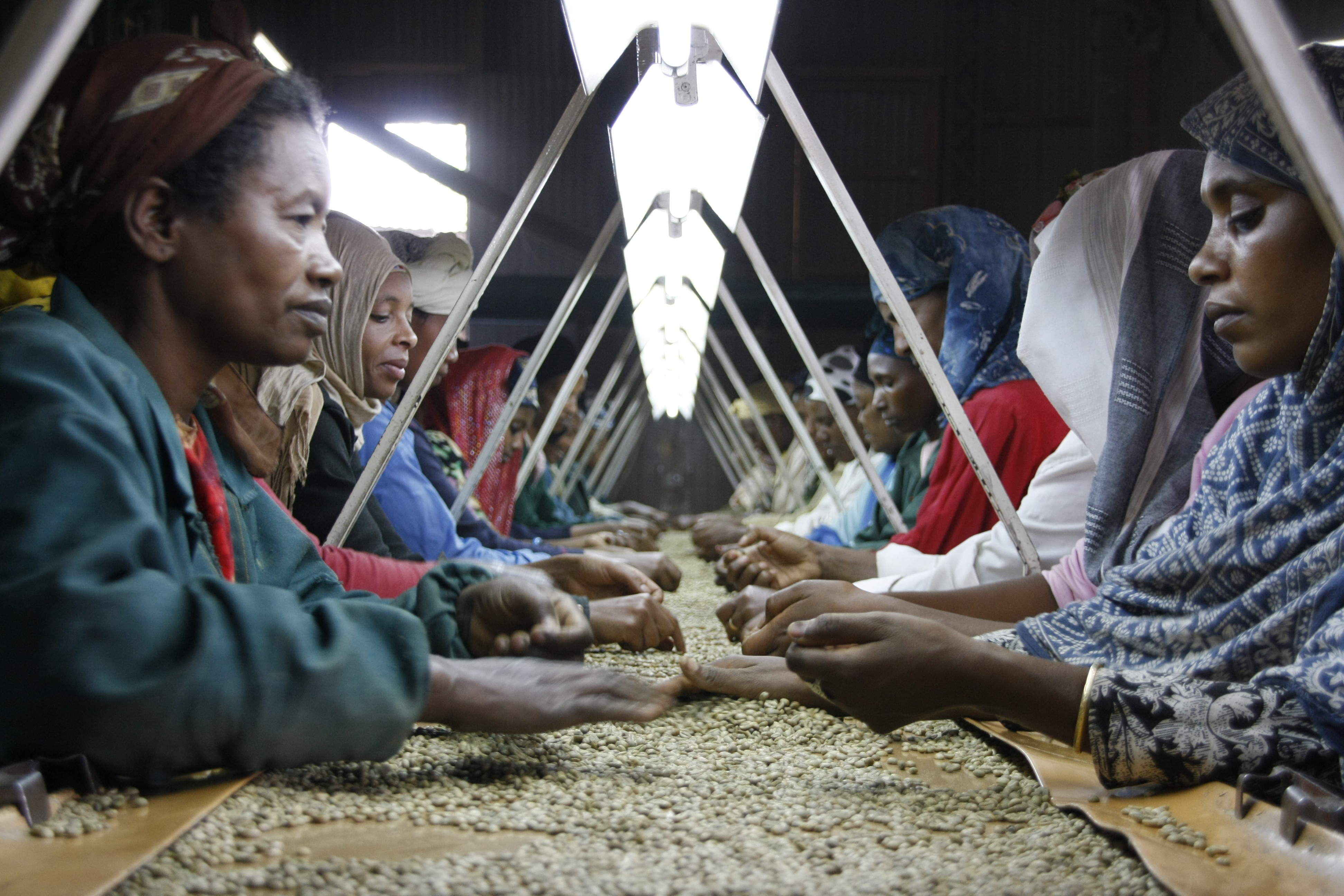
Trabajadores seleccionando café en una productora.

Giling Basah es una técnica semihúmeda para la preparación del café de Sumatra, en Indonesia. El método consiste en sustraer la piel de las cerezas inmediatamente tras la recogida de la cosecha con despulpadora de construcción artesanal.

## Elaboración

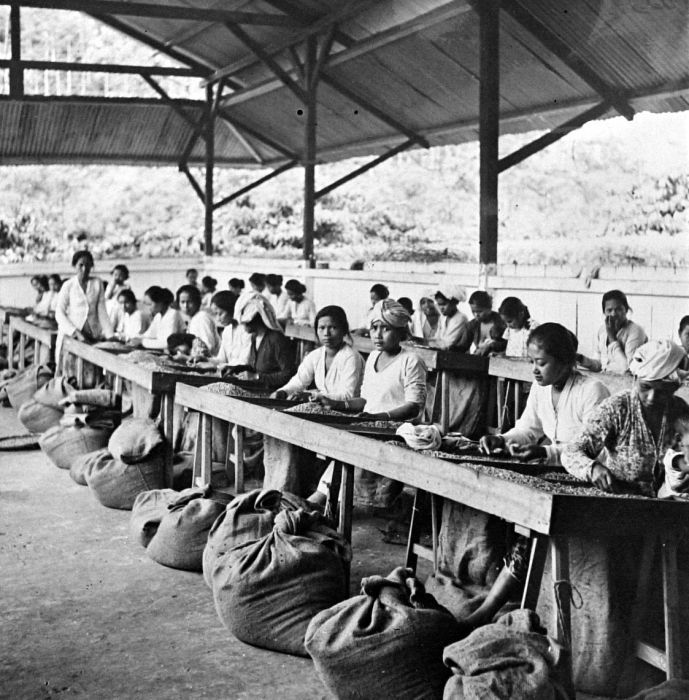
Trabajadoras clasificando café en la costa oeste Sumatra, Indonesia, en 1941.

El origen del café de Sumatra se sitúa en el siglo xiii, a través de la ruta de la India cuando el país todavía pertenecía a colonia holandesa.
La técnica del Giling Basah se utiliza para preparar el café de Sumatra, consiguiendo complejidad y carácter, de cuerpo profundo y sin pesadez. El método es de forma semihúmeda donde los agricultores locales suprimen la piel de las cerezas nada más realizar la recogida de la cosecha con despulpadoras de construcción local.
Seguidamente, los granos se almacenar para fermentarse durante la noche y se lavan al día siguiente por la mañana para suprimir el mucílago hasta dejar el café con su envoltorio o pergamino. A continuación se realiza un secado previo y se suprime el pergamino y, a continuación, el café vuelve a ser secado —con una humedad de entre un 30 y un 35%—.

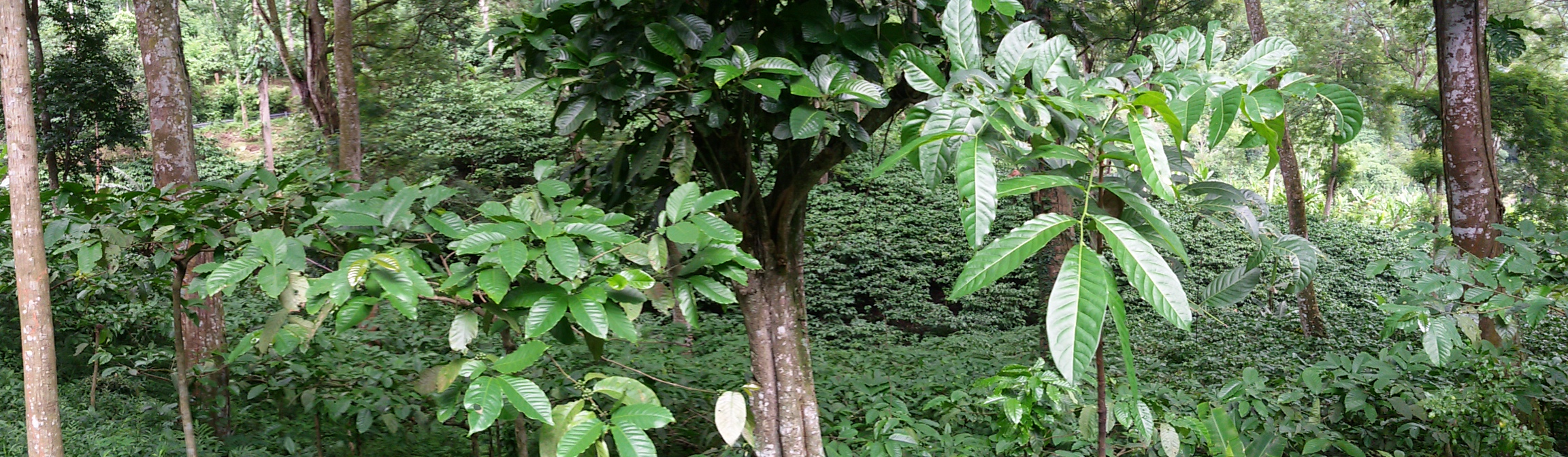
Plantación de café en Indonesia.

 Por último, se trasladan con un elemento de transporte hasta el puerto de la ciudad de Medan donde por tercera y última vez, se dejan secar.
La proporción del procedimiento no se sabe con certeza y el secado, largo y continuo con tres fases, crean el carácter conocido del café de Sumatra. Estos procesos, al ser artesanales, hacen que resulten unas elaboraciones algo diferentes unas de otras por lo que en los almacenes se realiza una clasificación final.